# بزرگ‌ترین نسل
بزرگ‌ترین نسل (به انگلیسی: The Greatest Generation) عبارتی است که خبرنگاری به نام تام بروکا، برای توصیف نسلی که در دوران رکود بزرگ در ایالات متّحدهٔ آمریکا بزرگ شدند، و سپس در جریان جنگ جهانی دوّم به جنگ رفتند، یا تلاش‌هایشان در جبههٔ خانگی جنگ سهم به‌سزایی در نتیجهٔ آن داشت، ابداع کرده‌است.
این نسل از نظر ترتیب زمانی بعد از نسل گم‌شده و قبل از نسل خاموش قرار دارد. بیشتر فرزندان بزرگ‌ترین نسل بیبی بومر هستند. نوه‌های آن‌ها نیز غالباً در میان نسل ایکس و نسل وای قرار دارند. جوان‌ترین اعضای بزرگ‌ترین نسل ممکن است نوه‌هایی متعلّق به نسل زد داشته باشند.

## اعضای معروف
- فرانک سیناترا: (۱۹۹۸-۱۹۱۵) خواننده و بازیگر
- سال بلو: (۲۰۰۵-۱۹۱۵) نویسندهٔ کانادایی/آمریکایی، برندهٔ جایزهٔ نوبل ادبیّات در سال ۱۹۷۶
- لنارد برنستاین: (۱۹۹۰-۱۹۱۸) رهبر ارکستر، آهنگساز، نویسنده، مدرّس موسیقی، و پیانیست
- جورج هربرت واکر بوش: (زادهٔ ۱۹۲۴) ۴۱امین رئیس‌جمهور ایالات متّحدهٔ آمریکا
- جیمی کارتر: (زادهٔ ۱۹۲۴) ۳۹امین رئیس‌جمهور ایالات متّحدهٔ آمریکا، برندهٔ جایزهٔ صلح نوبل در سال ۲۰۰۲
- جرالد فورد: (۲۰۰۶-۱۹۱۳) ۳۸امین رئیس‌جمهور ایالات متّحدهٔ آمریکا
- جان گلن: (زادهٔ ۱۹۲۱) فضانورد آمریکایی
- لیندون بینز جانسون: (۱۹۷۳-۱۹۰۸) ۳۶امین رئیس‌جمهور ایالات متّحدهٔ آمریکا
- جان اف. کندی: (۱۹۶۳-۱۹۱۷) ۳۵امین رئیس‌جمهور ایالات متّحدهٔ آمریکا
- هنری کسینجر: (زادهٔ ۱۹۲۳) دانشمند سیاسی و دیپلمات آمریکایی، برندهٔ جایزهٔ صلح نوبل در سال ۱۹۷۳
- جوزف مک‌کارتی: (۱۹۵۷-۱۹۰۸) سناتور آمریکایی، فعّال ضدّ کمونیسم
- ریچارد نیکسون: (۱۹۹۴-۱۹۱۳) ۳۷امین رئیس‌جمهور ایالات متّحدهٔ آمریکا
- روبرت اوپنهایمر: (۱۹۶۷-۱۹۰۴) فیزیک‌دان نظری آمریکایی، رئیس آزمایشگاه لوس آلاموس در طول پروژهٔ منهتن
- چارلی پارکر: (۱۹۵۵-۱۹۲۰) نوازندهٔ آمریکایی
- رونالد ریگان: (۲۰۰۴-۱۹۱۱) ۴۰امین رئیس‌جمهور ایالات متّحدهٔ آمریکا